# 3,4-二氯苯胺
3,4-二氯苯胺是一种有机化合物，化学式为C6H3Cl2(NH2)，它是二氯苯胺的同分异构体之一。它可由3,4-二氯硝基苯的氢化反应制得。它和四氟氧化硫在三乙胺存在下于乙腈中反应，可以得到3,4-二氯苯亚氨基二氟氧化硫。